# Magyar szélsőbaloldal
A magyarországi szélsőbaloldal a magyarországi politikai spektrum azon szereplőire használt kifejezés, akik a balközép pártokkal több kérdésben egyetértve, de többségében el is határolódva jóval baloldalibb nézeteket vallanak. 
A magyar szélsőbaloldal nem tartja magát szélsőségesnek, tekintve hogy nézeteik és törekvéseik nem antihumánusak, szemben a szélsőjobboldallal, amely gyakran használ antiszemita, rasszista, homofób, militarista stb. jelszavakat, és ezek törekvéseikben is megnyilvánulnak. A hazai szélsőbaloldali szervezetek elutasítják a sztálinista vagy egyéb típusú diktatúrákat. 
Radikális baloldali politikai irányzatok szövetségeként működik A BAL – Baloldali Párt, amely 2014 márciusában alakult meg, és baloldali antikapitalista politikát kíván képviselni. Vezetője Galba-Deák Ádám, aki 2010-ben a Zöld Baloldali Párt főpolgármester jelöltje volt, alelnökei Kalmár Szilárd és Csókás Máté, a Munkások Újsága szerkesztői. A párt a németországi Die Linke mintájára jött létre. 
Ma Magyarországon léteznek kommunista pártok is: a Vajnai Attila nevével fémjelzett (marxista) Magyarországi Munkáspárt 2006, illetve a Thürmer Gyula vezette (marxista–leninista) Munkáspárt. A két párt közötti főbb különbségek, hogy a Munkáspárt 2006 teljes jogú tagja az Európai Baloldali Pártnak, antifasiszta egységfrontot hirdetnek, nem zárkóznak el más baloldali csoportokkal (szociáldemokraták, zöldek, anarchisták, globalizációkritikusok) való közös akcióktól, valamint jóval demokratikusabb működésre törekszenek. Thürmer Gyula pártja szerint nincs fasisztaveszély, különutas politikát folytatnak, valamint támogatnak vitathatóan diktatórikus berendezkedésű rendszereket (Kuba, Észak-Korea). A Munkáspárt 2006 modern marxista politikát is hirdet (kibernetikus szocializmus, feltétel nélküli alapjövedelem, zöld programok, szociális bank - szegények bankja, munkanet program), a Magyar Munkáspárt pedig nagyobb hangsúlyt tesz a Kádár-rendszer iránti nosztalgiára. 
A 2013. évi kongresszusán a Munkáspárt 2006 névkiegészítésként felvette az Európai Baloldal nevet is. 
Anarchista, globalizációellenes és egyéb szélsőbalos szervezetek is léteznek.